# Meeting de Atletismo Madrid

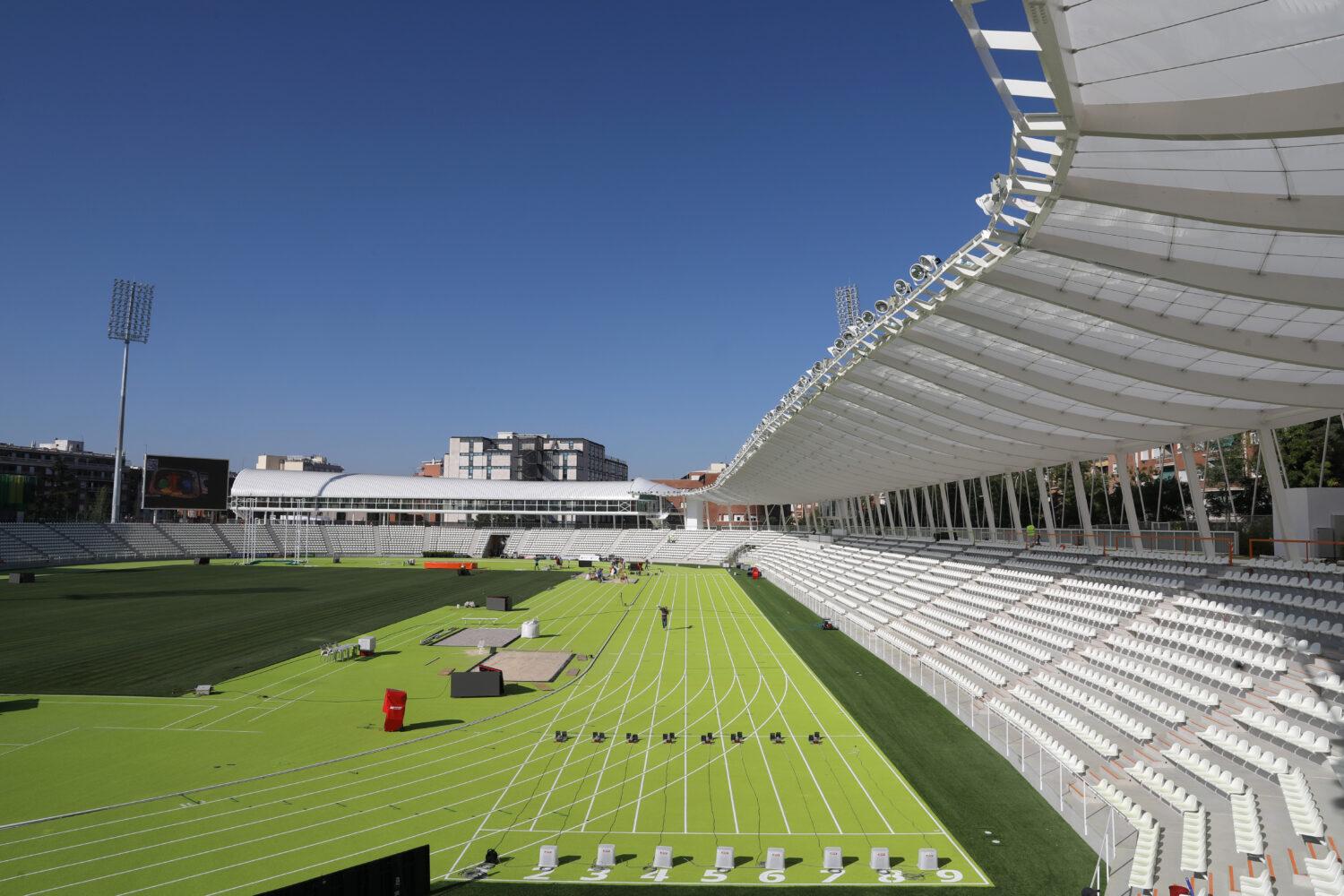
Estadio Vallehermoso, Madrid

El Meeting de Atletismo Madrid, antes llamado Reunión Internacional Ciudad de Madrid, es una reunión internacional de atletismo que se celebra en Madrid. Es uno de los eventos del World Athletics Continental Tour. Se celebró por primera vez en 1979.
A lo largo de su historia ha tenido dos sedes. Empezó a celebrarse en el Estadio de Vallehermoso. Cuando este fue derruido, se movió al Centro Deportivo Municipal de Moratalaz. En 2019 volvió a Vallehermoso y la reunión sirvió como inauguración para el nuevo estadio. Asistieron estrellas del atletismo internacionales, como Asafa Powell o Tori Bowie, y españolas, como el velocista Bruno Hortelano. Además, esta edición se incluye en el período de mínimas del Campeonato del Mundo de Doha y puntúa para el sistema World Ranking que da opción a la obtención de plazas  para los Juegos Olímpicos de Tokio 2020.

## Récords del Meeting

### Hombres
| Evento                  | Récord           | Atleta                                                                      | Nacionalidad         | Fecha                   | Ref    |
| ----------------------- | ---------------- | --------------------------------------------------------------------------- | -------------------- | ----------------------- | ------ |
| 100 m                   | 9.87 (+1.8 m/s)  | Nesta Carter                                                                | Jamaica              | 13 de julio de 2013     | [ 4 ]  |
| 200 m                   | 19.77 (+0,0 m/s) | Isaac Makwala                                                               | Botsuana             | 14 de julio de 2017     |        |
| 400 m                   | 43.90            | Michael Johnson                                                             | Estados Unidos       | 6 de septiembre de 1994 |        |
| 800 m                   | 1:43.64          | Mbulaeni Mulaudzi                                                           | Sudáfrica            | 5 de julio de 2008      | [ 5 ]  |
| 1000 m                  | 2:15.91          | Venuste Niyongabo                                                           | Burundi              | 6 de septiembre de 1994 |        |
| 1500 m                  | 3:33.65          | Robert Rono                                                                 | Kenia                | 7 de julio de 2001      |        |
| Milla                   | 3:55.94          | José Luis Carreira                                                          | España               | 9 de junio de 1989      |        |
| 2000 m                  | 4:54.98          | Said Aouita                                                                 | Marruecos            | 4 de junio de 1985      |        |
| 3000 m                  | 7:37.49          | Mushir Salim Jahwer                                                         | Baréin               | 17 de julio de 2004     | [ 6 ]  |
| 5000 m                  | 13:53.41         | Jordi García                                                                | España               | 29 de mayo de 1984      |        |
| 110 m vallas            | 12.99            | Colin Jackson                                                               | Reino Unido          | 6 de septiembre de 1994 |        |
| 400 m vallas            | 47.56            | Danny Harris                                                                | Estados Unidos       | 4 de junio de 1987      |        |
| 2000 m obstáculos       | 5:25.35          | Julius Korir                                                                | Kenia                | 20 de junio de 1986     |        |
| 3000 m obstáculos       | 8:21.94          | Wesley Kiprotich                                                            | Kenia                | 5 de julio de 2008      | [ 5 ]  |
| Salto de altura         | 2.37 m           | Javier Sotomayor                                                            | Cuba                 | 6 de septiembre de 1994 |        |
| Salto con pértiga       | 5.93 m           | Aleksandr Averbukh                                                          | Israel               | 19 de julio de 2003     | [ 7 ]  |
| Salto de longitud       | 8.50 m           | Godfrey Mokoena                                                             | Sudáfrica            | 4 de julio de 2009      | [ 8 ]  |
| Triple salto            | 17.69 m          | Pedro Pichardo                                                              | Portugal             | 19 de junio de 2021     | [ 9 ]  |
| Lanzamiento de peso     | 22.22 m          | Rajindra Campbell                                                           | Jamaica              | 22 de julio de 2023     | [ 10 ] |
| Lanzamiento de disco    | 70.67 m          | Virgilijus Alekna                                                           | Lituania             | 16 de julio de 2005     | [ 11 ] |
| Lanzamiento de martillo | 80.85 m          | Krisztián Pars                                                              | Hungría              | 7 de julio de 2012      | [ 12 ] |
| Lanzamiento de jabalina | 83.50 m          | Juha Laukkanen                                                              | Finlandia            | 6 de septiembre de 1994 |        |
| 5000 m marcha           | 21:34.10         | Jesús Ángel García                                                          | España               | 6 de septiembre de 1994 |        |
| 4 x 100 m relevos       | 38.30            | Marius Broening Tobias Unger Alexander Kosenkow Till Helmke                 | Alemania             | 17 de julio de 2004     | [ 6 ]  |
| 4 x 400 m relevos       | 3:03.20          | Lidio Andrés Feliz Wilbert Encarnación Luguelin Santos Alexander Ogando     | República Dominicana | 18 de junio de 2021     | [ 9 ]  |
| 4x1500 m relevos        | 14:46.16         | Larios A.A.M. Anacleto Jiménez Manuel Pancorbo Alberto García Isaac Viciosa | España               | 5 de septiembre de 1997 |        |

### Mujeres
| Evento                  | Récord           | Atleta                                                     | Nacionalidad    | Fecha                   | Ref    |
| ----------------------- | ---------------- | ---------------------------------------------------------- | --------------- | ----------------------- | ------ |
| 100 m                   | 10.83 (-0.1 m/s) | Shelly-Ann Fraser-Pryce                                    | Jamaica         | 22 de julio de 2023     | [ 10 ] |
| 200 m                   | 22.45            | Galina Malchugina                                          | Rusia           | 3 de junio de 1993      |        |
| 400 m                   | 50.33            | Sandra Myers                                               | España          | 6 de septiembre de 1994 |        |
| 800 m                   | 1:55.55          | María Mutola                                               | Mozambique      | 19 de julio de 2003     | [ 7 ]  |
| 1000 m                  | 2:42.68          | Letitia Vriesde                                            | Surinam         | 9 de junio de 1990      |        |
| 1500 m                  | 3:59.60          | Gudaf Tsegay                                               | Etiopía         | 22 de junio de 2018     | [ 13 ] |
| 3000 m                  | 8:37.68          | Isabella Ochichi                                           | Kenia           | 17 de julio de 2004     | [ 6 ]  |
| 100 m vallas            | 12.52            | Ludmila Engquist                                           | Suecia          | 12 de junio de 1996     |        |
| 400 m vallas            | 53.67            | Sandra Glover                                              | Estados Unidos  | 17 de julio de 2004     | [ 6 ]  |
| 3000 m obstáculos       | 9:33.11          | Nataliya Strebkova                                         | Ucrania         | 18 de junio de 2022     |        |
| Salto de altura         | 2.06 m           | Blanka Vlašić                                              | Croacia         | 5 de julio de 2008      | [ 5 ]  |
| Salto con pértiga       | 4.95 m           | Yelena Isinbayeva                                          | Rusia           | 16 de julio de 2005     | [ 11 ] |
| Salto de longitud       | 7.23 m           | Heike Drechsler                                            | Alemania        | 7 de junio de 1991      |        |
| Triple salto            | 15.19 m          | Yulimar Rojas                                              | Venezuela       | 19 de junio de 2021     | [ 9 ]  |
| Lanzamiento de peso     | 20.79 m          | Helena Fibingerová                                         | República Checa | 29 de mayo de 1984      |        |
| Lanzamiento de disco    | 64.72 m          | Yarelis Barrios                                            | Cuba            | 2 de julio de 2010      | [ 14 ] |
| Lanzamiento de martillo | 77.76 m          | Camryn Rogers                                              | Canadá          | 21 de junio de 2024     | [ 15 ] |
| Lanzamiento de jabalina | 67.87 m          | Osleidys Menéndez                                          | Cuba            | 17 de julio de 2004     | [ 6 ]  |
| 4 x 100 m relevos       | 43.04            | Virgen Benavides Roxana Díaz Dainelky Pérez Misleidys Lazo | Cuba            | 17 de julio de 2004     | [ 6 ]  |
| 4 x 400 m relevos       | 3:38.18          |                                                            | Cuba            | 12 de junio de 1992     |        |